# جائزة اليابان الكبرى
جائزة اليابان الكبرى (باليابانية: 日本グランプリ، بالروماجي: Nihon-guranpuri) ( (باليابانية: 日本グランプリ، بالروماجي: Nihon-guranpuri) ) هو أحد السباقات في تقويم FIA بطولة الفورمولا واحد العالمية . تاريخيا، كانت اليابان واحدة من آخر سباقات الموسم، وعلى هذا النحو كان سباق الجائزة الكبرى الياباني مكانا لكثير من سباقات تحديد الفائز بالبطولة، مع 13 بطل عالم من أنحاء العالم متوجا في البطولة اليابانية من خلال 34 سباقا التي تم استضافتها . كانت اليابان الدولة الآسيوية الوحيدة التي استضافت سباق الفورمولا ون (بما في ذلك سباق المحيط الهادئ الكبير ) حتى انضمت ماليزيا إلى التقويم في عام 1999 .
أقيم أول سباقين للفورمولا 1 في عامي 1976 و 1977 في فوجي سبيدواي ، قبل أن يتم إخراج اليابان من التقويم. عادت في عام 1987 في حلبة سوزوكا، التي استضافت الجائزة الكبرى حصريًا لمدة 20 عامًا واكتسبت سمعة باعتبارها واحدة من أكثر دوائر F1 تحديًا. في عامي 1994 و 1995 ، استضافت اليابان أيضًا جائزة المحيط الهادئ الكبرى في حلبة TI ، مما جعل اليابان واحدة من سبع دول فقط تستضيف أكثر من سباق الجائزة الكبرى في نفس الموسم (والدول الأخرى هي بريطانيا العظمى وفرنسا وإسبانيا وألمانيا وإيطاليا و الولايات المتحدة ). في عام 2007 ، عادت الجائزة الكبرى إلى طريق فوجي السريع المعاد تصميمه حديثًا.  بعد السباق الثاني في فوجي في عام 2008 ، عاد السباق إلى سوزوكا في عام 2009 ، كجزء من اتفاقية مناوبة بين أصحاب فوجي سبيدواي وحلبة سوزوكا ، المنافسين المعمرين تويوتا وهوندا . ومع ذلك ، في يوليو 2009 ، أعلنت تويوتا أنها لن تستضيف السباق في فوجي سبيدواي في عام 2010 وما بعده بسبب التباطؤ في الاقتصاد العالمي ،  وهكذا أقيم سباق الجائزة الكبرى الياباني في سوزوكا بدلاً من ذلك. تستضيف سوزوكا الجائزة الكبرى اليابانية كل عام منذ عام 2009.

## التاريخ

### الأصول

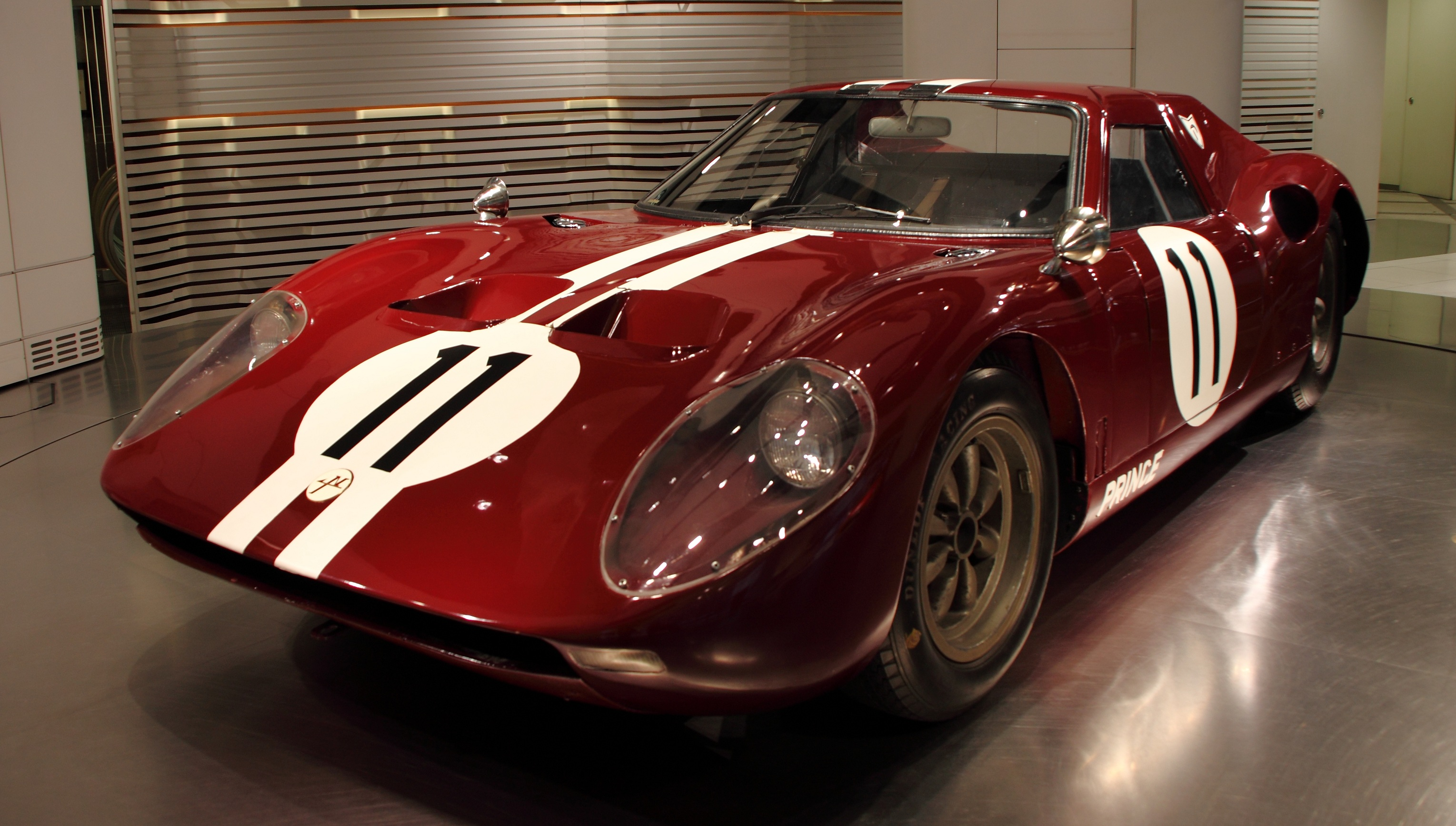
الأمير R380 (1966)

تم تشغيل أول سباق ياباني كبير كسباق سيارات رياضية  في حلبة سوزوكا على 80 كيلومتر (50 ميل) جنوب غرب ناغويا في مايو 1963. في عام 1964 ، أقيم السباق في سوزوكا مرة أخرى. وهذا يمثل بداية سباق السيارات بشكل جدي في اليابان. بالنسبة للأقساط الثماني التالية ، ومع ذلك ، تم تشغيل الجائزة الكبرى غير البطولية في فوجي سبيدواي ، على 40 ميل (64 كـم) غرب يوكوهاما و 66 ميل (106 كـم) غرب العاصمة اليابانية طوكيو . تحتوي الحلبة على زاوية مصفوفة تسمى Daiichi وكانت مسرحًا للعديد من الحوادث المميتة. ثم تم تشغيله بعدد من تخصصات رياضة السيارات ، وخاصة Formula 2 ، والسيارات الرياضية وسباق Can-Am- type من سباقات السرعة.

### الفورمولا ون

#### حلبة فوجي

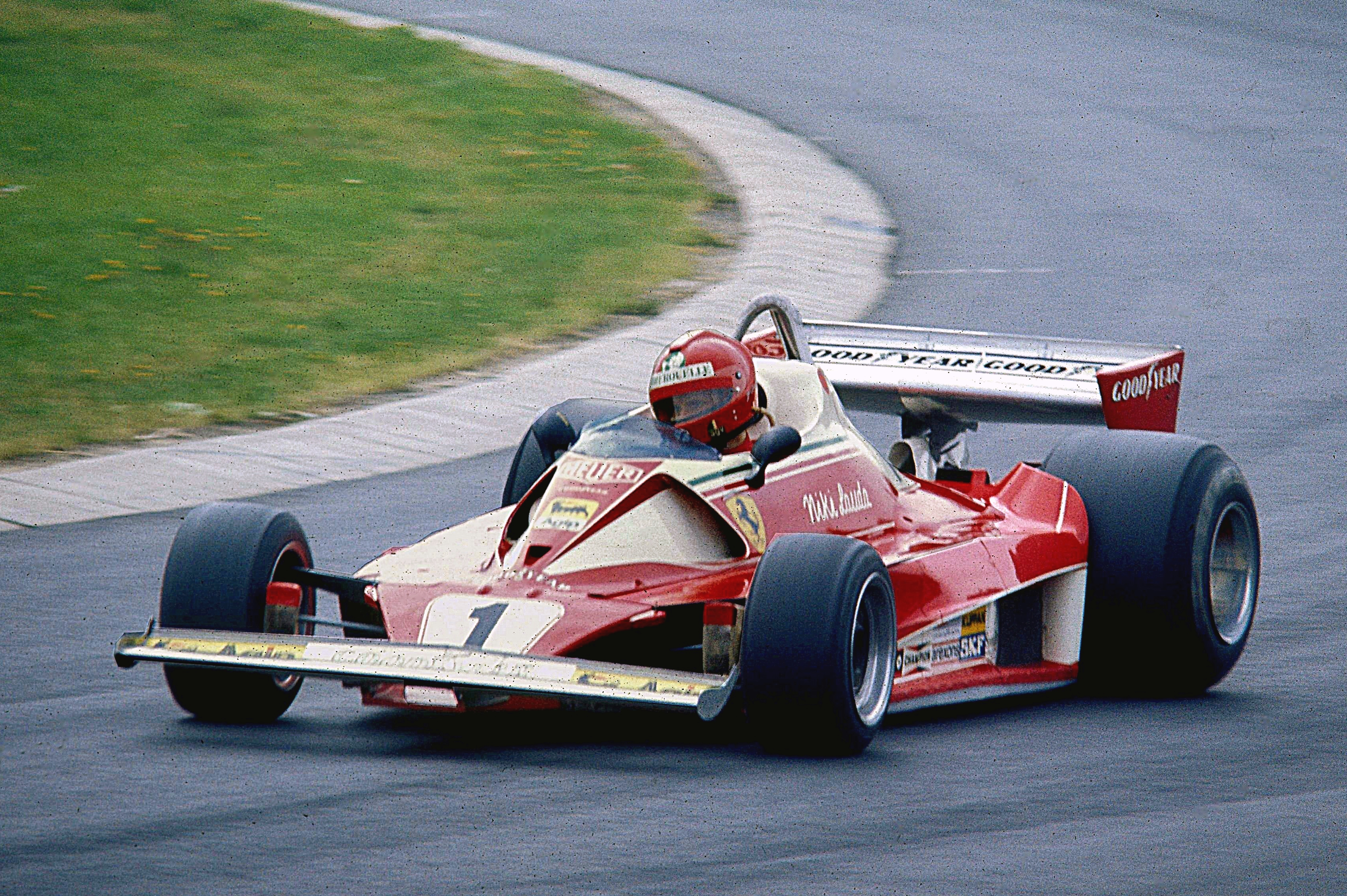
نيكي لاودا فيراري 312 تي 2 (1976)

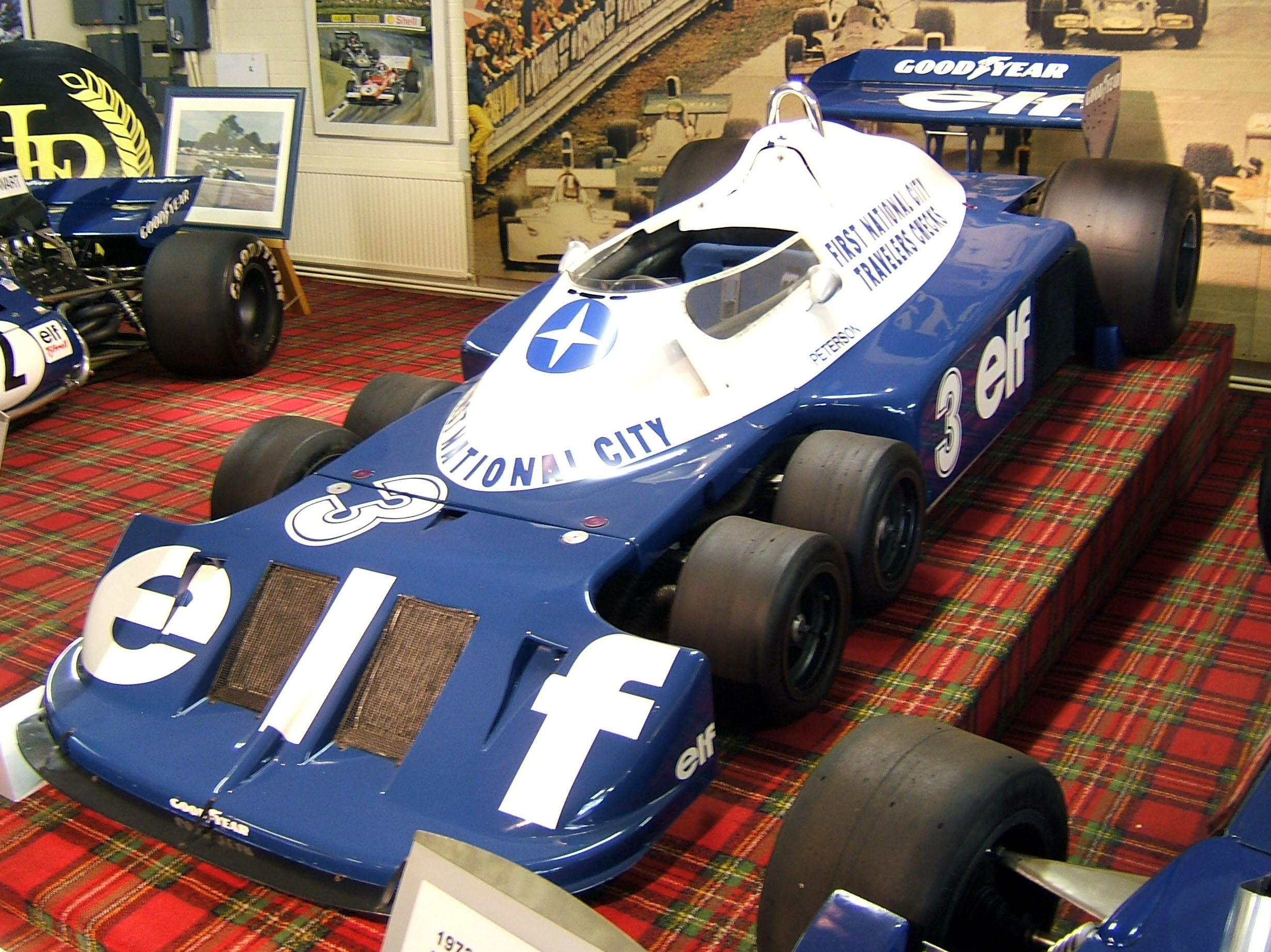
روني بيترسون تيريل P34 (1977)

أقيم سباق الجائزة الكبرى الياباني الأول للفورمولا 1 في عام 1976 في طريق طريق فوجي السريع الذي يبلغ طوله 2.7 ميل ، مطروحًا منه الخدمات المصرفية. كان من المقرر أن يصبح السباق مشهورًا باقتصار اللقب بين جيمس هانت ونيكي لاودا حيث أقيم خلال ظروف الرياح الموسمية . انسحب لاودا ، الذي نجا من حادث شبه مميت في سباق الجائزة الكبرى الألماني في وقت سابق من الموسم ، من السباق مشيراً إلى أن حياته كانت أكثر أهمية من البطولة ، كما فعل البرازيليون إيمرسون فيتيبالدي وكارلوس بيس . توقف المطر الغزير في نهاية المطاف ، وبعد توقف بطيء وضعه في المركز الخامس ، قاد هانت بقوة وصعد إلى المركز الثالث ، حيث حصل على 4 نقاط يحتاجها للفوز باللقب بفارق نقطة واحدة على لاودا. فاز الأمريكي ماريو أندريتي بالسباق من أجل فوزه المهني الثاني والأول لوتس ، قبل الفرنسي باتريك ديبايلر في تيريل P34 . عاد هنت في العام التالي ليفوز بالجائزة الكبرى اليابانية الثانية ، لكن التصادم بين جيل فيلنوف وروني بيترسون خلال السباق شهد تشققات فيراري فيلينوف في منطقة مقيدة ، مما أسفر عن مقتل اثنين من المتفرجين. على الرغم من أنه كان من المقرر أصلاً فتحه في أبريل في موسم 1978 (الذي تم إلغاؤه) ، إلا أن السباق لم يظهر مرة أخرى على تقويم الفورمولا 1 لمدة عقد آخر ، ولم يعد السباق إلى فوجي لفترة أطول.

#### حلبة سوزوكا
عند عودة الفورمولا 1 إلى اليابان في عام 1987 ، وجد سباق الجائزة الكبرى مكانًا جديدًا في حلبة سوزوكا المعاد تصميمها وتجديدها. تم تصميم الدائرة ، التي تم إنشاؤها داخل معرض ، من قبل الهولندي جون هوغنهولتز وتملكها هوندا ، التي استخدمتها كمسار اختبار. أبرزها في البداية تصميمها - سوزوكا هو مسار السباق الوحيد المكون من ثمانية أرقام الذي يظهر على تقويم F1 - أصبحت الدائرة اليابانية المتطلبة والسريعة تحظى بشعبية كبيرة بين السائقين والمعجبين ، وكانت رؤية بعض اللحظات الأكثر إثارة والتي لا تنسى في تاريخ الفورمولا ون.
كان الحدث الأول في عام 1987 كلاسيكيًا بالفعل. وشهد على الفور قرارًا عالميًا آخر ، حيث حطم نايجل مانسيل سيارته ويليامز-هوندا بشكل كبير في الممارسة في Snake Esses وبالتالي لم يتمكن من بدء السباق بسبب تفاقم إصابة الظهر القديمة التي تلقاها في أيامه في Formula Ford ، ومنح اللقب بشكل فعال لزميله نيلسون بيكيت ؛ اللقب الثالث والأخير من حياته المهنية. فاز النمساوي غيرهارد برجر بالسباق مع فيراري ، وهو أول فوز لهم منذ عام 1985.

## روابط خارجية
- سباق الجائزة الكبرى الياباني (غير رسمي)